# ススメ! GOLD盤
「ススメ! GOLD盤」（ススメ! ゴールドばん）は、SMAPの36枚目となるはずだったシングル。2004年9月8日にビクターエンタテインメントから発売される予定だった。

## 解説
- 16枚目のアルバム『SMAP 016/MIJ』からシングルカットされる予定だった。コーラスをフィーチャーした、ロック・ヴァージョンとしてリミックスされたヴァージョン。このシングルの発売が見送られたことにより、『SMAP 016/MIJ』からのシングル曲は1曲もなかったことになる（『世界に一つだけの花(organ version)を除く』）。
- 中居正広が司会を務めていたTBS『アテネオリンピック』のイメージソング。
- 初回完全限定生産盤として発売予定だった。
- 規格品番も「VICL-35741」と決まっており、価格は税込950円の予定だった。
- メンバー自身が出演していた大型タイアップや、規格品番も既に決まっていながら、なぜ発売中止になったのかは不明。HMVやAmazonでは、2025年7月現在も商品情報が残っており、情報の一部を閲覧できる[1][2]。
- 本CDの発売中止により、2004年におけるSMAPのCD発売はお蔵入りになった。また、この影響によりSMAPは「この年新曲を発表出来なかった」という理由で同年に開催された『第55回NHK紅白歌合戦』（NHK）の出場と『FNS歌謡祭』（フジテレビ）の出場を辞退している。

## 収録予定曲
1. ススメ!
作詞:多田琢 作曲:TAKUYA 編曲:田辺恵二
  - 15thアルバム『SMAP 016/MIJ』収録曲
  - TBS系『アテネオリンピック』テーマソング
2. ススメ! (music track)